# وندربیلت، نوادا
وندربیلت، نوادا (به انگلیسی: Vanderbilt, Nevada) یک شهر متروکه در ایالات متحده آمریکا است که در شهرستان یورکا، نوادا واقع شده‌است.

## خصوصیات
وندربیلت ۰ نفر جمعیت دارد و ۲٬۲۴۶٫۴ متر بالاتر از سطح دریا واقع شده‌است.